# Nicovská lípa
Nicovská lípa byla památný strom v obci Nicov západně od Plánice v okrese Klatovy. Lípa velkolistá (Tilia platyphyllos var. cucullata) rostla v obci před vchodem do poutního Kostela Narození Panny Marie, byla přibližně 350 let stará, výška stromu byla 25 m, obvod kmene 548 cm (měřeno 1978). Lípa byla chráněna od 25. května 1978 jako krajinná dominanta. 
27. července 1995 bylo provedeno odborné posouzení stavu stromu soudním znalcem. Ten konstatoval, strom je v havarijním stavu, bezprostředně ohrožuje životy lidí. Lípa je uvnitř ztrouchnivělá, jedna hlavní větev je zlomená a opírá se o sousední strom, druhá hlavní větev by po odstranění první ztratila stabilitu a padla by také. Proto bylo 31. července 1995 rozhodnuto o zrušení ochrany a strom byl pokácen.